# Mnohočlenné řízení
Mnohočlenné (násobné) řízení je režim jízdy hnacích drážních vozidel. Spočívá v propojení ovládacích okruhů hnacích vozidel speciální kabelovou spojkou. Typickým příkladem mnohočlenného řízení je např. spojení českých tramvajových vozů řady T. Takto spojené vozy je možné ovládat z jednoho stanoviště řidiče (strojvedoucího). Další možností spojení hnacích vozidel je jejich propojení přes vložené vlečné vozy (vagony). Kabelové "spojkou" se v těchto případech jednotlivé vagóny, pro které jsou určené jen některé žíly kabelové spojky a slouží například pro osvětlení, signalizaci, ovládání dveří apod. Typickým příkladem pro tuto soupravu je vlak složený z motorových vozů řady 810 na krajích soupravy s vlečnými vloženými vozy řady 010 uprostřed. Počet vozů v soupravě stanovuje výrobce. U tramvají T3 se jako spolehlivý uvádí počet 2-3 vozy, je ale vyzkoušena souprava pěti vozů T6A5 v Praze. Zde se ale projevil úbytek napětí na ovládacích okruzích (souprava pěti vozů má délku cca 75 m). Z toho plyne, že průměr vodičů v kabelové spojce musí odpovídat požadované délce soupravy.
Původní pražské vozy metra měly mnohočlenné řízení v podobě zásuvek ve spřáhlech.
Méně používané jsou soupravy trolejbus + trolejbus. Takovéto soupravy jezdily hlavně na Ukrajině a jednalo se o české vozy Škoda 9Tr, ale i o jiné.